# Duas Vidas (2012)
Duas Vidas (em alemão:  Zwei Leben) é um filme de drama e suspense germano-norueguês de 2012 dirigido e coescrito por Georg Maas e Judith Kaufmann, inspirados  no romance Eiszeiten, de Hannelore Hippe.

Foi selecionado como representante da Alemanha à edição do Oscar 2014, organizada pela Academia de Artes e Ciências Cinematográficas.

## Elenco
- Juliane Köhler- Katrine Evensen Myrdal
- Klara Manzel - jovem Katrine Evensen
- Sven Nordin - Bjarte Myrdal
- Thorbjørn Harr - jovem Bjarte Myrdal
- Liv Ullmann - Åse Evensen
- Ken Duken - Sven Solbach
- Julia Bache-Wiig - Anne Myrdal
- Rainer Bock - Hugo
- Thomas Lawincky - Kahlmann
- Vicky Krieps - Kathrin Lehnhaber